# Limba dharug

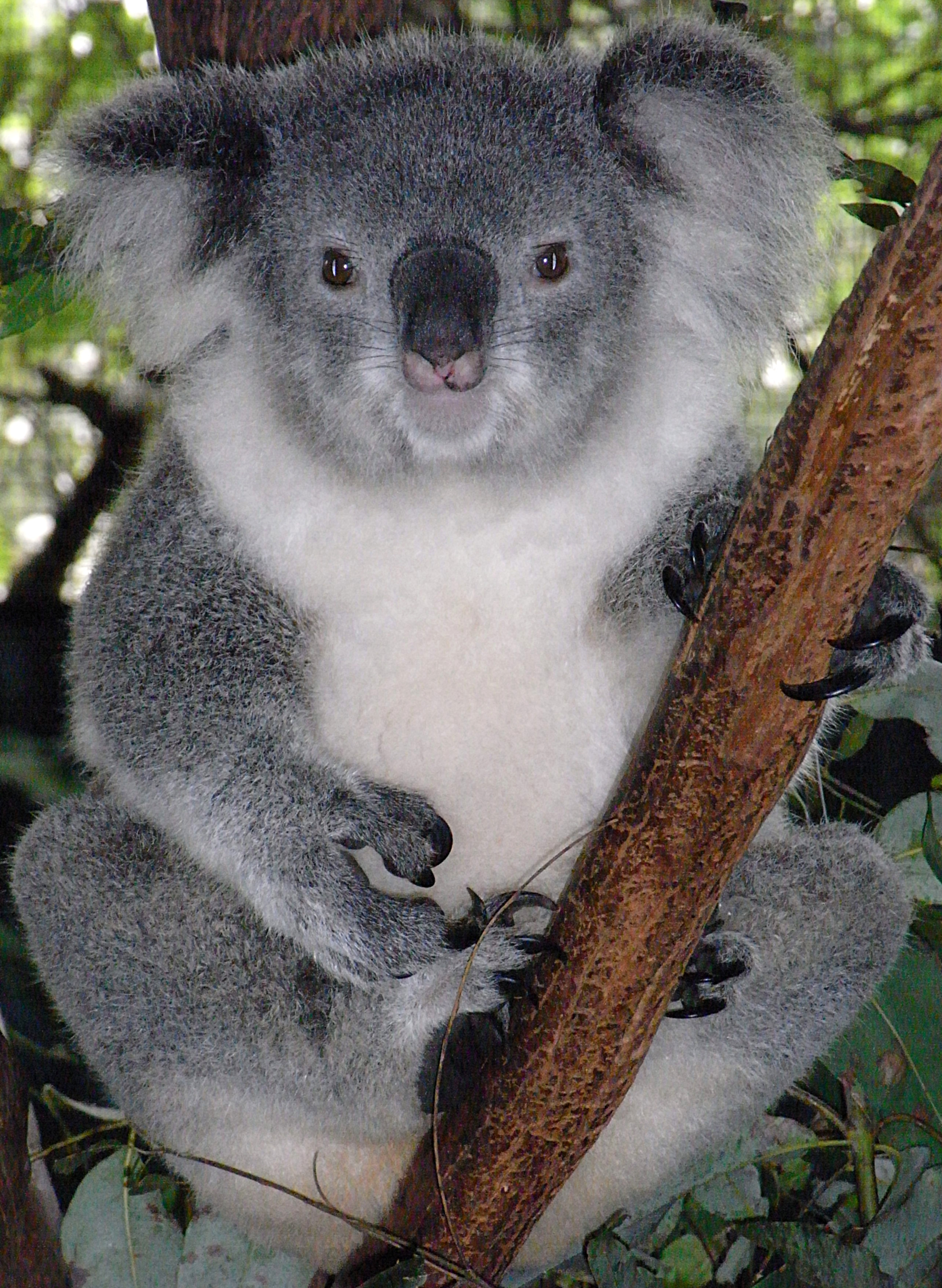
Cuvântul „koala” este derivat din „gula”, care înseamnă „fără apă” în limbile Dharug și Gundungurra.

Limba dharug, numită și Iyora sau Sidney, este o limbă a aborigenilor australieni din grupul Yuin-Kuric vorbită tradițional în zona orașului Sidney în New South Wales. Este limba tradițională a băștinașilor Darug și Eora.
Termenul Dharug, cu variantele Dharukk, Dharoog, Dharrag, Dararrug, etc., provine de la midyini, cuvântul indigen pentru ignamă. Dharug era astfel considerată rădăcina, sau midyini-ul tuturor limbilor din bazinul Sidney. Populația Dharug s-a împuținat drastic de la începutul colonizării Australiei.
Indigenii Dharug îl condsideră pe ofițerul Marinei Britanice William Dawes ca fiind primul care să le consemneze limba.
În anii 1990 și 2000 unii descendenți ai clanurilor Dharug din zona de vest a Sidney-ului au depus eforturi considerabile pentru a îi restabili statutul de limbă vorbită. Unii vorbitori moderni de Dharug au ținut discursuri în limba lor, iar tinerii vizitează școli și țin demonstrații de limbă.
Bowern (2011) enumeră Dharuk și Iyora ca limbi separate.

## Nume
Înainte de contactul cu englezii, vorbitorii nu foloseau un endonim. Dialectul litoral este numit Iyora (scris și Iora sau Eora), care este pur și simplu cuvântul pentru „oameni”, iar numele dialectului interior, Dharug este de proveniență necunoscută. Ambii termeni sunt folosiți pentru a se referi la limbă ca un întreg.

## Fonologie

### Consoane
|            | Periferale | Periferale | Laminale | Laminale  | Apicale    | Apicale |
| Bilabiale  | Velare     | Palatale   | Dentale  | Alveolare | Retroflexe |         |
| ---------- | ---------- | ---------- | -------- | --------- | ---------- | ------- |
| Ocluzivă   | [b]        | [k]        | [c]      | [t̪]       | [t]        |         |
| Nazale     | [m]        | [ŋ]        | [ɲ]      | [n̪]       | [n]        |         |
| Laterale   |            |            | [ʎ]      |           | [l]        |         |
| Rotice     |            |            |          |           | [r]        | [ɻ]     |
| Semivocale | [w]        | [w]        | [j]      |           |            |         |

### Vocale
|                 | Anterioare | Posterioare |
| --------------- | ---------- | ----------- |
| Vocală închisă  | [i]        | [u]         |
| Vocală deschisă | [a]        | [a]         |

Este posibilă prezența distincției de lungime vocalică, însă din sumarul corp lingvistic atestat este dificil de determinat.

## Cuvinte împrumutate limbii engleze
Exemple de cuvinte Dharug împrumutate în limba engleză sunt:
- Nume de animale: dingo, koala, wallaby, wombat
- Nume de plante: burrawang, kurrajong (de la cuvântul garrajuŋ, însemnând „fir de undiță” ― întrucât acestea erau făcute din scoarța acestui copac),[5] geebung, myall, waratah
- Armele boomerang[6] și woomera (aruncător aborigen de suliță)
- gin, un termen derogator pentru femeile aborigene, pare să fi derivat din cuvântul diyin, „femeie”[7][8][9]

## Revitalizare

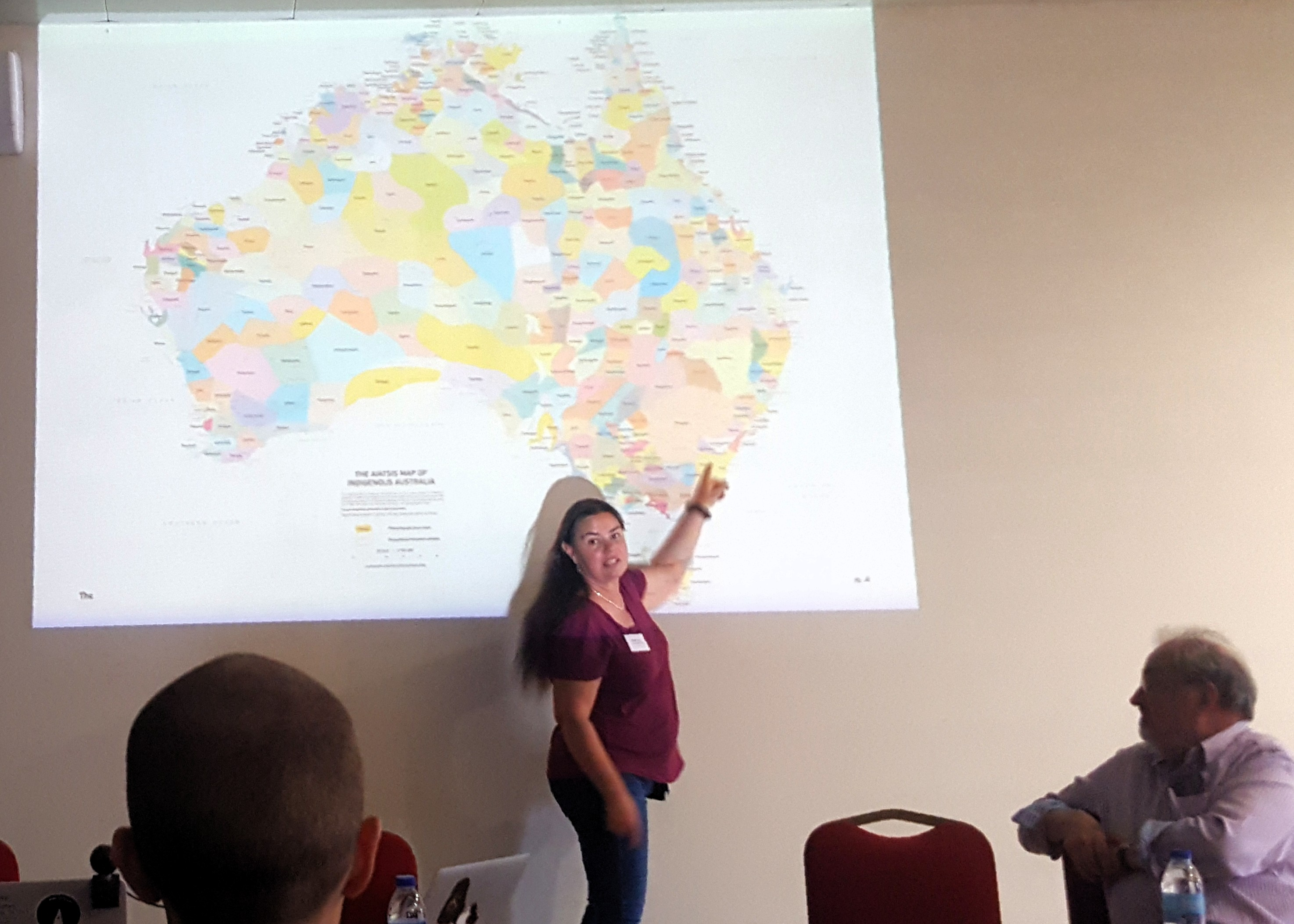
Profesorul universitar Jakelin Troy explicând la congresul CinC2017 în Alcanena, Portugalia cum a recuperat limba.

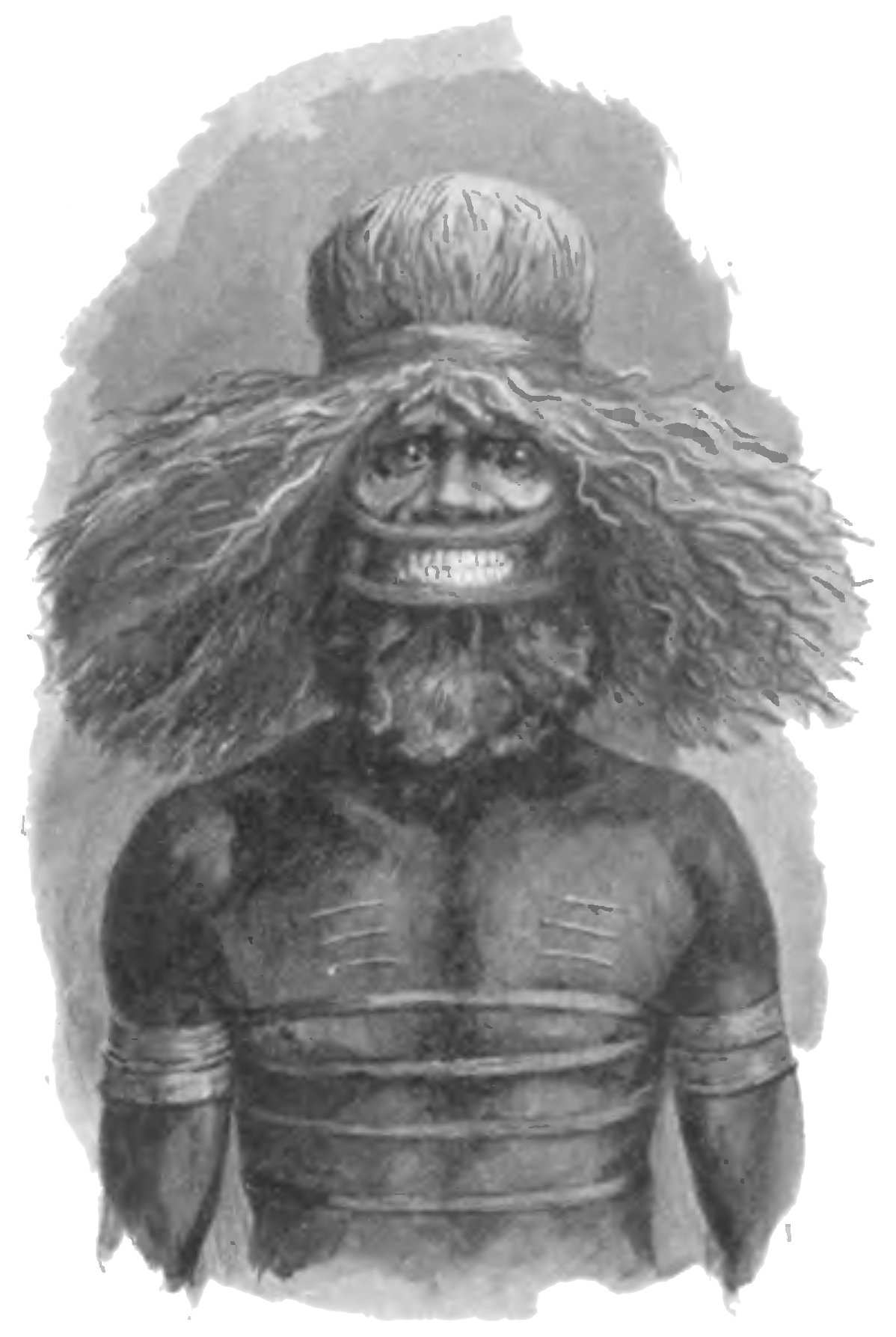
Un bărbat Yuin, c. 1904.

Deși limba Dharug este clasificată drept moartă, există un mic număr de etnici Dharug care o pot încă vorbi și s-au făcut eforturi pentru a revitaliza limba. Din 2005, unii studenți de la campusul Dunheved al Universității Chifley din Sidney au început să învețe limba Dharug reconstruită, iar părți din aceasta au fost predate la Festivalul Sidney.